# Tarasovium cornutum
Tarasovium cornutum är en kräftdjursart som först beskrevs av Georg Ossian Sars 1879.  Tarasovium cornutum ingår i släktet Tarasovium och familjen Scalpellidae. Inga underarter finns listade i Catalogue of Life.